# 臧卜
臧卜（？—1359年），元朝大臣，元惠宗时中书平章政事。
臧卜曾经担任将作院使。至正十四年（1354年），担任中书省参知政事。至正十五年（1355年），担任中书右丞，不久分省彰德。至正十七年（1357年），入朝担任中书省平章政事，知经筵事。十一月，分省冀宁路（今山西省太原市）。至正十八年（1358年），冀宁被扫地王、刘沙二起义军攻占，弃城出走。至正十九年（1359年），总兵官察罕帖木儿派琐住镇守冀宁路，他也回到旧任。不久去世。